# Jižní Etiopie
Jižní Etiopie je jedním z etiopských států. Rozkládá se na jihu Etiopie a vznikl k 19. srpnu 2023 rozdělením Státu jižních národů, národností a lidu, na základě referenda, v němž se pro vznik nového státu vyslovilo 95,22 % hlasujících, přičemž proti bylo 4,78 % hlasujících. Stát se z velké části kryje s územím bývalé provincie Gamu-Gofa a zóny Gedeo, která představuje enklávu oddělenou od zbytku Jižní Etiopie regiony Sidama a Oromie.
Sever a střed státu je hornatý.
Východní částí státu, při hranicí s regionem Oromie, prochází část Velké příkopové propadliny, ve které se nachází tato velká bezodtoká jezera (směrem od severu k jihu): Abaya, Chamo, Chew Bahir a Turkana na hranici s Keňou. Nejvýznamnějším tokem je řeka Omo, která na západě tvoří velkou část hranice se státem Jihozápadní Etiopie, který také vznikl rozpadem z původního SNNPR. Okolí řeky Omo poblíž ústí do jezera Turkana je známé tím, že život místních obyvatel je jen málo dotčený moderní civilizací (Mursíové, Suri a několik dalších kmenů) a jsou zde živé starodávné tradice. Kromě hlavního města Sodo v zóně Wolita, patří mezi další významná města Dilla (hlavní město enklávy Gedeo), Arba Minch (zóna Gamo), Sawla (zóna Gofa). Zóna Gedeo, se oproti zbytku státu vyznačuje specifickým typem hospodaření, nazývaným Agroforestry. Krajina Gedea utvářená tímto způsobem hospodaření kombinující původní druhy stromů s trvalými kulturami (kávovník, enset, chat, banánovník) je zapsána jako památka UNESCO. Toto hospodaření, které je šetrné k půdě vedlo k tomu, že má Gedeo jednu z nejvyšších hustot zalidnění v rámci Etiopie a která překonává i hustotu zalidnění většiny evropských států.